# Azärbaycan Voleybol Federasiyası
Azärbaycan Voleybol Federasiyası (Azərbaycan Voleybol Federasiyası) är idrottsförbundet för volleyboll i Azerbajdzjan. Det har sitt säte i Baku. Förbundet är anslutet till CEV och FIVB sedan 1992. Förbundet har 1 000 licenserade damspelare och 700 licenserade herrspelare.
Volleybollen växte kring mitten av 1900-talet i popularitet i Azerbajdzjan. Landet har framförallt på damsidan varit konkurrenskraftigt. Inna Ryskal var (som spelandes i Sovjetunionens damlandslag i volleyboll) första volleybollspelare att ta fyra olympiska medaljer. Damlaget Nefttji Baku tog brons vid Sovjetunionens mästerskapet i volleyboll för damer 1966 och 1972, en bedrift som BMKZ VK upprepade 1991 (sista året mästerskapet spelades). Sedan självständigheten har damlandslaget deltagit flitigt i internationella mästerskap De kom fyra vid EM 2005 och EM 2017.